# Bertram Kostant
Bertram Kostant (Brooklyn, 1928) é um matemático estadunidense.

## Prêmios e condecorações
Recebeu a Medalha Wigner de 2016.